# Priscilla Barnes

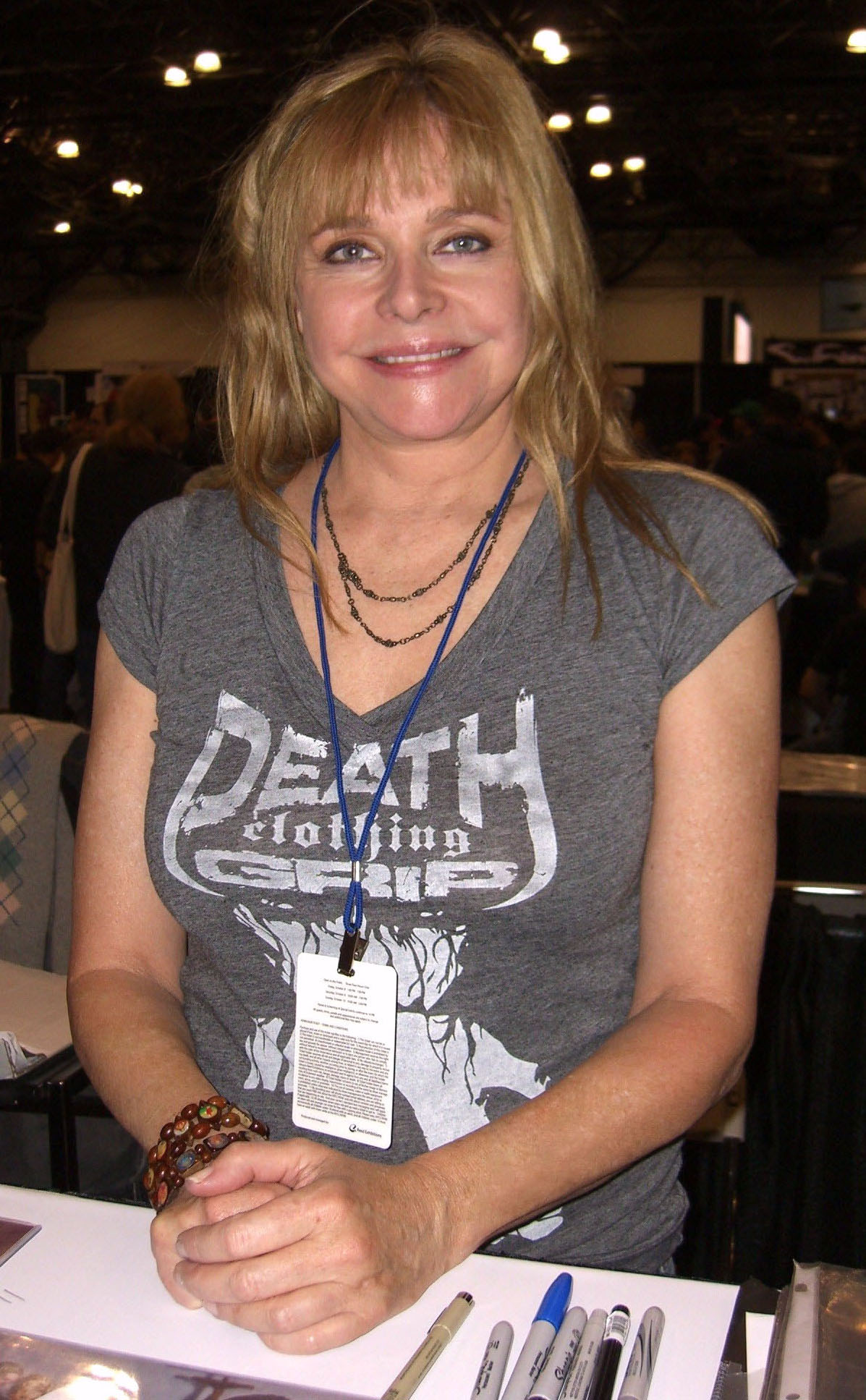
Priscilla Barnes, 2010

Priscilla Barnes (* 7. Dezember 1954 in Fort Dix, New Jersey) ist eine US-amerikanische Schauspielerin.

## Leben
Barnes wurde auf der Militärbasis Fort Dix als Tochter eines United-States-Air-Force-Offiziers geboren. Aufgrund von Versetzungen ihres Vaters wuchs sie in verschiedenen Orten auf, bevor sich die Familie in Kalifornien niederließ. Nach Abschluss ihrer Schulausbildung zog sie nach San Diego, um dort als Tänzerin zu arbeiten. Als sie jedoch bei einem Auftritt in der Hollywood Bowl schwer stürzte und sich dabei ein Bein brach, gab sie die Tänzerei auf. Sie zog nach Los Angeles, wo sie in einem Nachtclub arbeitete und nebenbei Schauspielunterricht nahm.
In der Krimiserie Columbo hatte sie 1975 eine erste kleine Sprechrolle. Im Jahr darauf zog sie sich unter dem Pseudonym Joann Witty für die US-amerikanische Ausgabe des Penthouse aus. 1986 verklagte sie die Zeitschrift, da die Bilder unter ihrem wirklichen Namen wiederveröffentlicht wurden, als Barnes als Schauspielerin bekannt geworden war. Sie hatte Ende der 1970er Jahre Gastrollen in verschiedenen Fernsehserien wie Detektiv Rockford – Anruf genügt und Starsky & Hutch. 1978 spielte sie eine der Hauptrollen der Serie The American Girls, die jedoch bereits nach sieben Episoden eingestellt wurde.
1981 verließ Suzanne Somers nach dem Ende der fünften Staffel die erfolgreiche Sitcom Herzbube mit zwei Damen. Barnes spielte bis zur Einstellung der Serie nach der achten Staffel neben John Ritter die Rolle der Terri Alden, durch die sie auch in Deutschland Bekanntheit erlangte. 1987 spielte sie im Pilotfilm zur Serie She's the Sheriff die Rolle der Hildy Granger. In den danach entstandenen zwei Staffeln der Serie wurde ihre Rolle von Suzanne Somers übernommen. Neben ihren vielen Fernsehrollen spielte Barnes auch in zahlreichen Spielfilmen, darunter James Bond 007 – Lizenz zum Töten, Kevin Smith’ Mallrats, Sean Penns Crossing Guard – Es geschah auf offener Straße sowie Rob Zombies The Devil’s Rejects.
Im 21. Jahrhundert wirkte Barnes vor allem an kleineren Filmproduktionen mit. Von 2014 bis 2019 spielte sie in der Serie Jane the Virgin in 41 Folgen die Rolle der Magda Andel, Mutter einer der Hauptfiguren.
Barnes ist seit 2003 mit dem Schauspieler Ted Monte verheiratet.

## Filmografie (Auswahl)

### Serien
- 1975: Columbo: Der Schlaf, der nie endet (A Deadly State of Mind, Fernsehreihe)
- 1975: Wonder Woman (Pilotfolge Wonder Woman)
- 1976: Cannon (Folge 5x23)
- 1977: Detektiv Rockford – Anruf genügt (The Rockford Files, Folge 4x09)
- 1978: Starsky & Hutch (Folge 3x19)
- 1978: Kojak – Einsatz in Manhattan (Kojak, Folge 5x21)
- 1978: American Girls (7 Folgen)
- 1978–1985: Love Boat (The Love Boat, 5 Folgen)
- 1980: Vegas (Vega$, Folge 3x05)
- 1981–1984: Herzbube mit zwei Damen (Three’s Company, 70 Folgen)
- 1984/1987: Hotel (2 Folgen)
- 1985: Mord ist ihr Hobby (Murder, She Wrote, Folge 2x08)
- 1989: Ein Engel auf Erden (Highway to Heaven, Folge 5x10)
- 1992: Die Verschwörer (Dark Justice, Folge 2x16)
- 1994: Time Trax – Zurück in die Zukunft (Time Trax, Folge 2x06)
- 1997: Viper (Folge 3x07)
- 2000: Invisible Man – Der Unsichtbare (The Invisible Man, Folge 1x07)
- 2002: She Spies – Drei Ladies Undercover (She Spies, Folge 1x10)
- 2014–2019: Jane the Virgin (41 Folgen)
- 2015: Navy CIS (Navy NCIS, Folge 13x05 Kein Tag für einen Ausflug)
- 2020: Extraction (Fernsehserie)

### Filme
- 1977: Tintorera! Meeresungeheuer greifen an (Tintorera)
- 1978: The Seniors
- 1978: Highway Cowboy (Texas Detour)
- 1978: Die Zeitmaschine (The Time Machine, Fernsehfilm)
- 1979: Delta Fox
- 1980: Einmal Scheidung, bitte! (The Last Married Couple in America)
- 1980: Sunday Lovers
- 1982: Die wilden Weiber von Sweetwater (The Wild Women of Chastity Gulch, Fernsehfilm)
- 1985: Hinter dem Jenseits (Beyond Reason)
- 1988: Ab heute sind wir makellos (Perfect People, Fernsehfilm)
- 1988: Traxx – Scharfe Waffen, heiße Kekse (Traxx)
- 1989: James Bond 007 – Lizenz zum Töten (Licence to Kill)
- 1992: Perry Mason und der schamlose Romeo (Perry Mason: The Case of the Reckless Romeo, Fernsehfilm)
- 1992: Stepfather III – Vatertag (Stepfather III, Fernsehfilm)
- 1992: Body Trouble (Joker’s Wild)
- 1992: Die Adlerkralle (Talons of the Eagle)
- 1994: Attack of the 5 Ft. 2 Women (Fernsehfilm)
- 1994: Ava’s Magical Adventure
- 1995: Crossing Guard – Es geschah auf offener Straße (The Crossing Guard)
- 1995: Mallrats
- 1997: Ein Grab zuviel (Catherine’s Grove)
- 1997: Killing Grounds – Goldjagd in Kalifornien (The Killing Grounds)
- 1998: Ich küsse dich, ich töte dich (Implicated)
- 1999: Mumford
- 2000: Bruderhass – Ich will dein Leben! (Alone With a Stranger)
- 2002: The Backlot Murders
- 2004: Unseen Evil 2
- 2005: The Devil’s Rejects
- 2006: The Visitation
- 2006: Thr3e (Three)
- 2007: Ed Gein – Der wahre Hannibal Lecter (Ed Gein: The Butcher of Plainfield)
- 2008: Trailer Park of Terror
- 2008: An American in China
- 2010: First Dog – Zurück nach Hause (First Dog)
- 2012: Hatfields and McCoys: Bad Blood
- 2013: Disaster Wars: Earthquake vs. Tsunami
- 2020: Hot for My Name (Fernsehfilm)